# 법정청산
법정청산은 인적, 물적회사에 양자에게 인정되는 청산방법이며, 청산사무의 내용은 1. 현존사무의 종결 2. 채권의 추심과 채무의 변제 3. 재산의 환가처분 4. 잔여재산의 분배 등이다. 

## 참고 문헌
- 이철송, 회사법강의(제16판), 박영사, 2009. ISBN 9788971899687